# دوقية أثينا
دوقية أثينا (لغة يونانية: Δουκᾶτον Ἀθηνῶν, Doukaton Athinon; لغة كتالونية: Ducat d'Atenes) كانت إحدى الدول الصليبية الموجودة في اليونان بعد غزو الإمبراطورية البيزنطية خلال الحملة الصليبية الرابعة، التي تشمل مناطق أتيكا وبيوتيا، وذلك حتى تم غزوها من قبل الإمبراطورية العثمانية في القرن الخامس عشر.

## التاريخ

### إنشاء الدوقية
كان دوق أثينا الأول (بالإضافة إلى طيبة في البداية) أوثون دي لا روش (Othon de la Roche)، وهو فارس صغير من بورغندي من الحملة الصليبية الرابعة. على الرغم من أنه كان معروفًا باسم «دوق أثينا» منذ تأسيس الدوقية عام 1205، إلا أن اللقب لم يصبح رسميًا حتى عام 1260. بدلا من ذلك، أعلن أوتو نفسه «سيد أثينا» (في اللاتينية: Dominus Athenarum، في الفرنسية Sire d'Athenes). أطلق اليونان المحليون على الدوقات "Megas Kyris" (باليونانية: Μέγας Κύρης, «الرب العظيم»)، ومشتق منها بشكل مختصر مصطلح "Megaskyr"، وغالبا ما يستخدم حتى من قبل الفرنجة للإشارة إلى دوق أثينا.
كانت أثينا في الأصل إقطاعية تابعة لمملكة سالونيك، ولكن بعد أن تم السيطرة علي سلانيك في عام 1224 من قبل ثيودور (Theodore Komnenos Doukas)، المستبد من إبيروس، ادعت إمارة آخايا (Principality of Achaea) أن لها السيادة على أثينا، وهو ادعاء شككك به أوثون دي لا روش في حرب الخلافة علي وابية (War of the Euboeote Succession).